# Forsyth
Forsyth — метеорит-хондрит масою 16200 грам.